# Iolanda Luísa de Saboia
Iolanda Luísa de Saboia (em italiano:  Violante Ludovica, em francês:  Yolande Louise; Turim, 11 ou 2 de julho de 1487 — Genebra, 12 ou 13 de setembro de 1499) foi duquesa de Saboia como a primeira esposa de Felisberto II, Duque de Saboia, além de ter reivindicado os títulos de rainha de Jerusalém, Chipre e Armênia.

## Família
Iolanda Luísa foi a filha primogênita de Carlos I, Duque de Saboia e de Branca de Monferrato. 
Os seus avós paternos eram Amadeu IX, Duque de Saboia e a princesa Iolanda da França, a filha mais velha sobrevivente do rei Carlos VII de França e de Maria de Anjou. Os seus avós maternos eram o marquês Guilherme VIII de Monferrato e Isabel Sforza. 
Sua tia paterna era Carlota de Saboia, segunda esposa do rei Luís XI de França.
Ela teve um irmão mais novo, Carlos II, Duque de Saboia, sucessor do pai, que ficou sob a regência da mãe, até sua morte, com apenas 7 anos de idade.

## Biografia

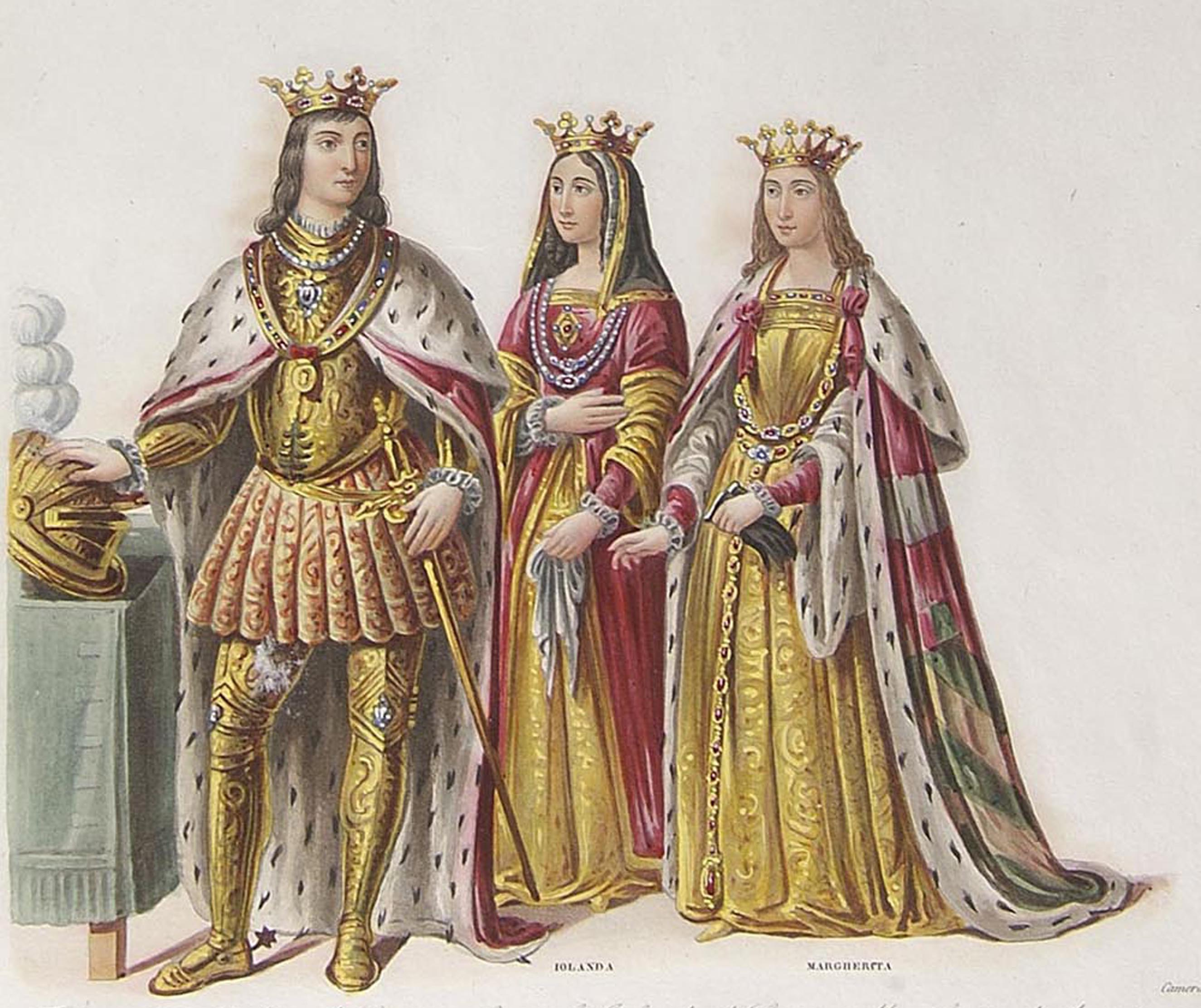
Gravura que mostra Filisberto II com suas duas esposas.

Iolanda Luísa foi batizada em 29 de julho de 1487 na Catedral de Turim. Seus padrinhos eram Ludovico Sforza, o duque de Milão, a princesa Maria Branković, Urbain Bonivard, bispo de Vercelli, Jean de Compey, bispo de Tarentaise, Antoine Champion, chanceler de Saboia e bispo de Mondovi, além do abade de Caseneuve e da futura beata, Paola Gambara Costa.
Em 12 de maio de 1496, na cidade de Turim, a jovem se casou com o primo, Felisberto, filho de Filipe II, Duque de Saboia, (tio-avô dela) e de Margarida de Bourbon. Ela tinha oito anos, e ele tinha dezesseis. Iolanda Luísa era a herdeira geral do irmão, pai, avô, e avó materna, a princesa Iolanda da França. Após a morte do irmão, ela herdou o direito de reinvindicação aos tronos de Chipre e Jerusalém, no entanto, o seu sogro tomou esses títulos honoríficos para si.

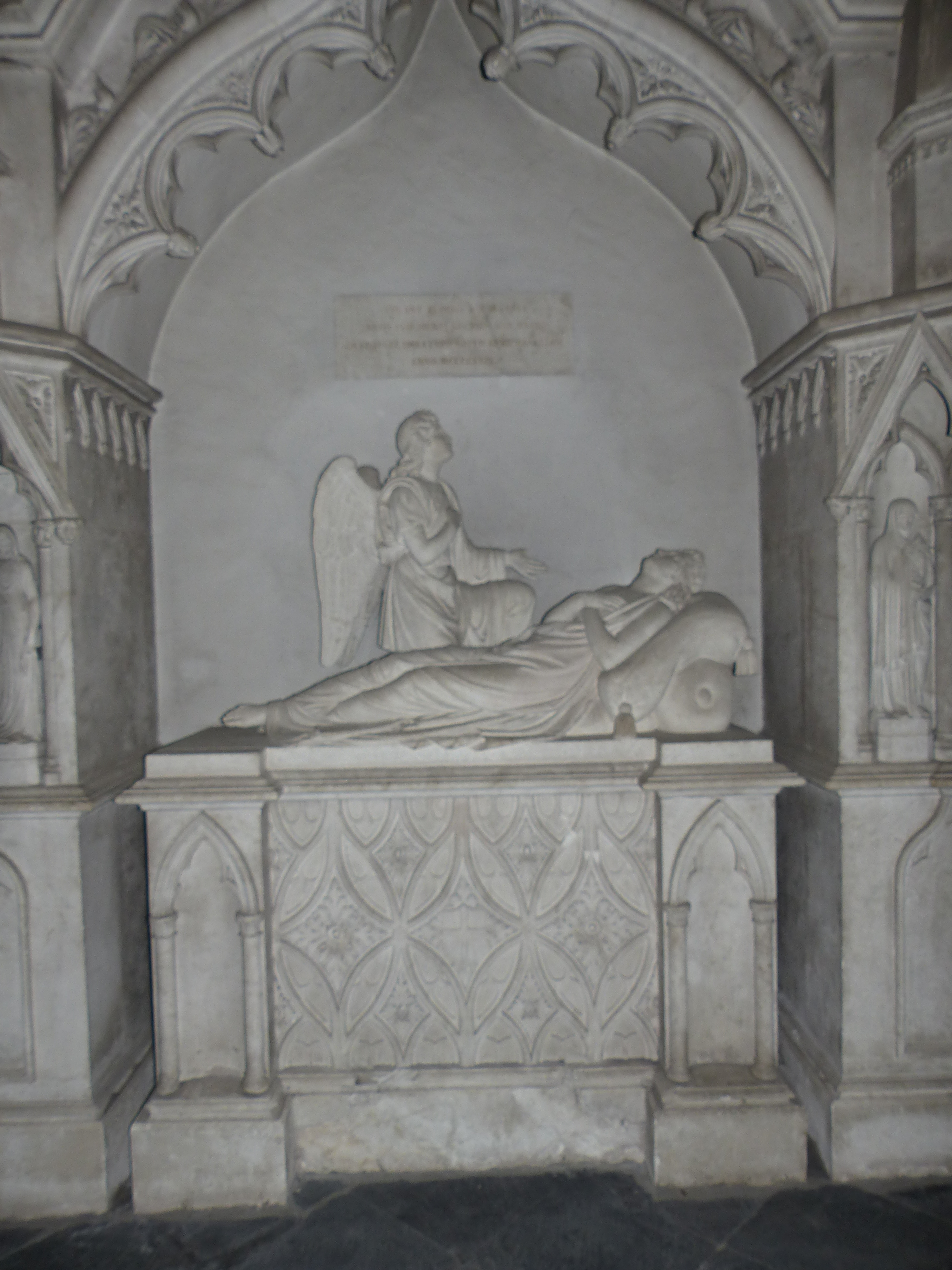
Cenotáfio de Iolanda Luísa na Abadia de Hautecombe.

Em 1497, com a morte do pai, Filibesto tornou-se o novo duque de Saboia. O casal, então, avançou suas reivindicações e passaram os títulos de rei e rainha de Jerusalém, Chipre e Armênia.
A duquesa faleceu em 12 ou 13 de setembro de 1499, com apenas 12 anos de idade, sem ter tido filhos. Sua herdeira, portanto, era a prima, Carlota de Nápoles. Iolanda Luísa foi enterrada na Abadia de Hautecombe, em Saboia.
O seu viúvo continuou a usar os títulos que a esposa reivindicava mesmo após a morte dela. A segunda esposa de Filisberto foi Margarida da Áustria, filha do imperador Maximiliano I do Sacro Império Romano-Germânico.